# Бразельман, Гельмут
Юлиус Гельмут Бразельман (нем. Helmut Braselmann; 18 сентября 1911, Бармен — 23 февраля 1993, Вупперталь, Северный Рейн-Вестфалия) — немецкий гандболист, полевой игрок. Олимпийский чемпион 1936 года, чемпион мира 1938 года.

## Биография
Гельмут Бразельман родился 18 сентября 1911 года в немецком городе Бармен.
Играл в гандбол за «ТуРа» из Бармена, в составе которого в 1933 году стал чемпионом Западной Германии и занял 3-е место в 1934 году.
В 1936 году вошёл в состав сборной Германии по гандболу на летних Олимпийских играх в Берлине и завоевал золотую медаль. Играл в поле, провёл 2 матча, забросил 6 мячей (по три в ворота сборных США и Швейцарии).
В 1938 году завоевал золотую медаль первого в истории чемпионата мира в Берлине.
В течение карьеры провёл за сборную Германии 6 матчей.
Работал водителем грузовика. Впоследствии был владельцем транспортной компании.
Умер 23 февраля 1993 года в немецком городе Вупперталь.